# Kajahällarna
Kajahällarna, finska: Kajapaadet, är öar i Finland. De ligger i Finska viken och i kommunen Helsingfors i landskapet Nyland, i den södra delen av landet. Öarna ligger omkring 11 kilometer öster om Helsingfors.
Arean för den av öarna koordinaterna pekar på är 0,3 hektar och dess största längd är 100 meter i nord-sydlig riktning. Närmaste större samhälle är Helsingfors, 12,3 km väster om Kajahällarna.